# Epsilon Circini
Epsilon Circini(ε Circini, förkortat, Epsilon Cir, ε Cir), som är stjärnans Bayer-beteckning, är en ensam stjärna med en skenbar magnitud 4,86 i den östra delen av Cirkelpassarens stjärnbild och är synlig för blotta ögat där ljusföroreningar ej förekommer. Baserat på parallaxmätning inom Hipparcosuppdraget på ca 8,0 mas, beräknas den befinna sig på ett avstånd på ca 410 ljusår (ca 125 parsek) från solen. 

## Egenskaper
Epsilon Circini är en orange till gul jättestjärna av spektralklass K2.5 III.Den uppmätta vinkeldiametern för stjärnan är 2,02 ± 0,11 mas och på det uppskattade avståndet ger detta en fysisk storlek på ca 27 gånger solens radie. Den utsänder från dess fotosfär ca 244 gånger mera energi än solen vid en effektiv temperatur av ca 4 600 K.